# Wereldkampioenschappen schoonspringen 2024 – driemeterplank mannen
Het schoonspringen vanaf de driemeterplank voor mannen tijdens de wereldkampioenschappen schoonspringen 2024 vond plaats op 6 en 7 februari 2024 in het Hamad Aquatic Centre in Doha, Qatar.

## Uitslag
Groen geeft de finalisten weer.

Blauw geeft de halvefinalisten weer.
| Rang   | Naam                    | Land                   | Voorronde      | Voorronde      | Halve finale  | Halve finale  | Finale        | Finale        |
| Rang   | Naam                    | Land                   | Punten         | Rang           | Punten        | Rang          | Punten        | Rang          |
| ------ | ----------------------- | ---------------------- | -------------- | -------------- | ------------- | ------------- | ------------- | ------------- |
| Goud   | Wang Zongyuan           | China                  | 474,30         | 2              | 469,95        | 2             | 538,70        | 1             |
| Zilver | Xie Siyi                | China                  | 493,05         | 1              | 518,00        | 1             | 516,10        | 2             |
| Brons  | Osmar Olvera            | Mexico                 | 445,55         | 3              | 458,35        | 3             | 498,40        | 3             |
| 4      | Luis Uribe              | Colombia               | 381,95         | 13             | 440,75        | 4             | 443,15        | 4             |
| 5      | Jules Bouyer            | Frankrijk              | 404,25         | 7              | 422,55        | 6             | 439,50        | 5             |
| 6      | Ross Haslam             | Verenigd Koninkrijk    | 429,05         | 4              | 427,00        | 5             | 438,60        | 6             |
| 7      | Moritz Wesemann         | Duitsland              | 412,45         | 5              | 392,50        | 10            | 433,75        | 7             |
| 8      | Woo Ha-ram              | Zuid-Korea             | 380,20         | 15             | 392,95        | 9             | 424,50        | 8             |
| 9      | Sho Sakai               | Japan                  | 383,50         | 12             | 393,25        | 8             | 414,60        | 9             |
| 10     | Li Shixin               | Australië              | 389,55         | 8              | 398,20        | 7             | 406,40        | 10            |
| 11     | Gwendal Bisch           | Frankrijk              | 371,75         | 18             | 387,30        | 11            | 380,80        | 11            |
| 12     | Lorenzo Marsaglia       | Italië                 | 377,65         | 16             | 372,50        | 12            | 366,25        | 12            |
| 13     | Jonathan Ruvalcaba      | Dominicaanse Republiek | 387,15         | 9              | 371,75        | 13            | Uitgeschakeld | Uitgeschakeld |
| 14     | Yona Knight-Wisdom      | Jamaica                | 385,65         | 11             | 368,95        | 14            | Uitgeschakeld | Uitgeschakeld |
| 15     | Yi Jae-gyeong           | Zuid-Korea             | 381,60         | 14             | 367,85        | 15            | Uitgeschakeld | Uitgeschakeld |
| 16     | Mohamed Farouk          | Egypte                 | 404,70         | 6              | 366,80        | 16            | Uitgeschakeld | Uitgeschakeld |
| 17     | Jake Passmore           | Ierland                | 374,15         | 17             | 364,50        | 17            | Uitgeschakeld | Uitgeschakeld |
| 18     | Alexander Lube          | Duitsland              | 387,05         | 10             | 335,45        | 18            | Uitgeschakeld | Uitgeschakeld |
| 19     | Haruki Suyama           | Japan                  | 371,40         | 19             | Uitgeschakeld | Uitgeschakeld | Uitgeschakeld | Uitgeschakeld |
| 20     | Jack Laugher            | Verenigd Koninkrijk    | 363,10         | 20             | Uitgeschakeld | Uitgeschakeld | Uitgeschakeld | Uitgeschakeld |
| 21     | Giovanni Tocci          | Italië                 | 359,00         | 21             | Uitgeschakeld | Uitgeschakeld | Uitgeschakeld | Uitgeschakeld |
| 22     | Frandiel Gómez          | Dominicaanse Republiek | 356,85         | 22             | Uitgeschakeld | Uitgeschakeld | Uitgeschakeld | Uitgeschakeld |
| 23     | Ooi Tze Liang           | Maleisië               | 352,10         | 23             | Uitgeschakeld | Uitgeschakeld | Uitgeschakeld | Uitgeschakeld |
| 24     | Matej Nevešćanin        | Kroatië                | 351,75         | 24             | Uitgeschakeld | Uitgeschakeld | Uitgeschakeld | Uitgeschakeld |
| 25     | Adrián Abadía           | Spanje                 | 348,20         | 25             | Uitgeschakeld | Uitgeschakeld | Uitgeschakeld | Uitgeschakeld |
| 26     | Liam Stone              | Nieuw-Zeeland          | 344,30         | 26             | Uitgeschakeld | Uitgeschakeld | Uitgeschakeld | Uitgeschakeld |
| 27     | Emanuel Vázquez         | Puerto Rico            | 343,80         | 27             | Uitgeschakeld | Uitgeschakeld | Uitgeschakeld | Uitgeschakeld |
| 28     | Nicolás García          | Spanje                 | 342,75         | 28             | Uitgeschakeld | Uitgeschakeld | Uitgeschakeld | Uitgeschakeld |
| 29     | Tyler Downs             | Verenigde Staten       | 342,35         | 29             | Uitgeschakeld | Uitgeschakeld | Uitgeschakeld | Uitgeschakeld |
| 30     | Nikolaj Schaller        | Oostenrijk             | 341,55         | 30             | Uitgeschakeld | Uitgeschakeld | Uitgeschakeld | Uitgeschakeld |
| 31     | Rodrigo Diego           | Mexico                 | 340,40         | 31             | Uitgeschakeld | Uitgeschakeld | Uitgeschakeld | Uitgeschakeld |
| 32     | Frazer Tavener          | Nieuw-Zeeland          | 338,55         | 32             | Uitgeschakeld | Uitgeschakeld | Uitgeschakeld | Uitgeschakeld |
| 32     | Kurtis Mathews          | Australië              | 338,55         | 32             | Uitgeschakeld | Uitgeschakeld | Uitgeschakeld | Uitgeschakeld |
| 34     | Cédric Fofana           | Canada                 | 338,20         | 34             | Uitgeschakeld | Uitgeschakeld | Uitgeschakeld | Uitgeschakeld |
| 35     | Jonathan Suckow         | Zwitserland            | 332,45         | 35             | Uitgeschakeld | Uitgeschakeld | Uitgeschakeld | Uitgeschakeld |
| 36     | Carson Paul             | Canada                 | 330,80         | 36             | Uitgeschakeld | Uitgeschakeld | Uitgeschakeld | Uitgeschakeld |
| 37     | Grayson Campbell        | Verenigde Staten       | 328,00         | 37             | Uitgeschakeld | Uitgeschakeld | Uitgeschakeld | Uitgeschakeld |
| 38     | Danylo Konovalov        | Oekraïne               | 325,90         | 38             | Uitgeschakeld | Uitgeschakeld | Uitgeschakeld | Uitgeschakeld |
| 39     | Mohamed Noaman          | Egypte                 | 325,50         | 39             | Uitgeschakeld | Uitgeschakeld | Uitgeschakeld | Uitgeschakeld |
| 40     | Isak Børslien           | Noorwegen              | 323,45         | 40             | Uitgeschakeld | Uitgeschakeld | Uitgeschakeld | Uitgeschakeld |
| 41     | Elias Petersen          | Zweden                 | 322,65         | 41             | Uitgeschakeld | Uitgeschakeld | Uitgeschakeld | Uitgeschakeld |
| 42     | Alexander Hart          | Oostenrijk             | 321,85         | 42             | Uitgeschakeld | Uitgeschakeld | Uitgeschakeld | Uitgeschakeld |
| 43     | Andrzej Rzeszutek       | Polen                  | 312,35         | 43             | Uitgeschakeld | Uitgeschakeld | Uitgeschakeld | Uitgeschakeld |
| 44     | Kacper Lesiak           | Polen                  | 299,70         | 44             | Uitgeschakeld | Uitgeschakeld | Uitgeschakeld | Uitgeschakeld |
| 45     | Muhammad Syafiq Puteh   | Maleisië               | 296,35         | 45             | Uitgeschakeld | Uitgeschakeld | Uitgeschakeld | Uitgeschakeld |
| 46     | Luis Moura              | Brazilië               | 294,95         | 46             | Uitgeschakeld | Uitgeschakeld | Uitgeschakeld | Uitgeschakeld |
| 47     | Kyrylo Azarov           | Oekraïne               | 294,25         | 47             | Uitgeschakeld | Uitgeschakeld | Uitgeschakeld | Uitgeschakeld |
| 48     | Rafael Max              | Brazilië               | 288,15         | 48             | Uitgeschakeld | Uitgeschakeld | Uitgeschakeld | Uitgeschakeld |
| 49     | Guillaume Dutoit        | Zwitserland            | 283,70         | 49             | Uitgeschakeld | Uitgeschakeld | Uitgeschakeld | Uitgeschakeld |
| 50     | Sebastian Konecki       | Litouwen               | 283,35         | 50             | Uitgeschakeld | Uitgeschakeld | Uitgeschakeld | Uitgeschakeld |
| 51     | Adityo Restu Putra      | Indonesië              | 279,95         | 51             | Uitgeschakeld | Uitgeschakeld | Uitgeschakeld | Uitgeschakeld |
| 52     | Vyacheslav Kachanov     | Oezbekistan            | 279,55         | 52             | Uitgeschakeld | Uitgeschakeld | Uitgeschakeld | Uitgeschakeld |
| 53     | Chawanwat Juntaphadawon | Thailand               | 276,30         | 53             | Uitgeschakeld | Uitgeschakeld | Uitgeschakeld | Uitgeschakeld |
| 54     | Tornike Onikashvili     | Georgië                | 274,75         | 54             | Uitgeschakeld | Uitgeschakeld | Uitgeschakeld | Uitgeschakeld |
| 55     | Sebastián Morales       | Colombia               | 274,75         | 55             | Uitgeschakeld | Uitgeschakeld | Uitgeschakeld | Uitgeschakeld |
| 56     | Frank Rosales           | Cuba                   | 272,70         | 56             | Uitgeschakeld | Uitgeschakeld | Uitgeschakeld | Uitgeschakeld |
| 57     | Avvir Tham              | Singapore              | 266,20         | 57             | Uitgeschakeld | Uitgeschakeld | Uitgeschakeld | Uitgeschakeld |
| 58     | David Ekdahl            | Zweden                 | 263,90         | 58             | Uitgeschakeld | Uitgeschakeld | Uitgeschakeld | Uitgeschakeld |
| 59     | Martynas Lisauskas      | Litouwen               | 262,90         | 59             | Uitgeschakeld | Uitgeschakeld | Uitgeschakeld | Uitgeschakeld |
| 60     | David Ledinski          | Kroatië                | 252,65         | 60             | Uitgeschakeld | Uitgeschakeld | Uitgeschakeld | Uitgeschakeld |
| 61     | Yohan Eskrick-Parkinson | Jamaica                | 250,65         | 61             | Uitgeschakeld | Uitgeschakeld | Uitgeschakeld | Uitgeschakeld |
| 62     | Hemam London Singh      | India                  | 238,80         | 62             | Uitgeschakeld | Uitgeschakeld | Uitgeschakeld | Uitgeschakeld |
| 63     | Curtis Yuen             | Hongkong               | 237,30         | 63             | Uitgeschakeld | Uitgeschakeld | Uitgeschakeld | Uitgeschakeld |
| 64     | Surajit Rajbanshi       | India                  | 231,90         | 64             | Uitgeschakeld | Uitgeschakeld | Uitgeschakeld | Uitgeschakeld |
| 65     | Tri Anggoro Priambodo   | Indonesië              | 207,30         | 65             | Uitgeschakeld | Uitgeschakeld | Uitgeschakeld | Uitgeschakeld |
| 66     | Nazar Kozhanov          | Kazachstan             | 202,25         | 66             | Uitgeschakeld | Uitgeschakeld | Uitgeschakeld | Uitgeschakeld |
| 67     | Nikola Paraušić         | Servië                 | 197,40         | 67             | Uitgeschakeld | Uitgeschakeld | Uitgeschakeld | Uitgeschakeld |
| 68     | Dulanjan Fernando       | Sri Lanka              | 180,25         | 68             | Uitgeschakeld | Uitgeschakeld | Uitgeschakeld | Uitgeschakeld |
| 69     | Robben Yiu              | Hongkong               | 161,25         | 69             | Uitgeschakeld | Uitgeschakeld | Uitgeschakeld | Uitgeschakeld |
| -      | Donato Neglia           | Chili                  | Niet gefinisht | Niet gefinisht | Uitgeschakeld | Uitgeschakeld | Uitgeschakeld | Uitgeschakeld |